# Lagi
Lagi  (en llatí Lagius, en grec antic Λάγιος "Lágios") era un dirigent de la Lliga Aquea, membre del partit que actuava a favor de Roma.
Quint Cecili Metel Macedònic el va enviar a Dieu per oferir la pau l'any 146 aC i el cap aqueu el va empresonar junt amb altres col·legues, però més tard els va alliberar a canvi d'una quantitat de diners, després de les queixes de la població de Corint, ja molesta per l'execució del general Sosícrates, segons diu Polibi.